# Satz von Pál
Der Satz von Pál (englisch Pál's theorem) ist ein Satz aus dem mathematischen Teilgebiet der Analysis. Er geht auf zwei Publikationen des Mathematikers Julius (Gyula) Pál aus dem Jahre 1914 zurück und liefert eine Verfeinerung des Approximationssatzes von Weierstraß für gewisse stetige reelle Funktionen.

## Darstellung des Satzes
Er besagt folgendes:
Gegeben seien eine reelle Zahl {\displaystyle r>0} und dazu das abgeschlossene Intervall {\displaystyle [-r,r]\subset \mathbb {R} } und hier eine stetige reelle Funktion {\displaystyle f\colon [-r,r]\to \mathbb {R} }, wobei {\displaystyle a_{0}=f(0)} gesetzt sei.

Weiter gegeben seien eine natürliche Zahl {\displaystyle n>0} und dazu beliebige reelle Zahlen {\displaystyle a_{1},\ldots ,a_{n}}.

Dann gilt:
Zu jedem {\displaystyle \epsilon >0} gibt es eine reelle Polynomfunktion {\displaystyle p\colon \mathbb {R} \to \mathbb {R} } mit {\displaystyle a_{0},a_{1},\ldots ,a_{n}} als ersten {\displaystyle n+1} Koeffizienten, so dass für {\displaystyle x\in [-r,r]} stets die Ungleichung {\displaystyle |f(x)-p(x)|<\epsilon } erfüllt ist.

## Folgerung: Der Satz von Fekete
Aus dem Satz von Pál lässt sich der folgende Satz herleiten, der auf den Mathematiker Mihály Fekete zurückgeht und der sich mit der Frage der Existenz einer (in gewissem Sinne) universellen Potenzreihe befasst:

Gegeben seien eine reelle Zahl {\displaystyle r>0} und dazu das abgeschlossene Intervall {\displaystyle [-r,r]\subset \mathbb {R} } .

Dann gilt:
Dann existiert eine Potenzreihe mit reellen Koeffizienten derart, jede stetige reelle Funktion {\displaystyle f\colon [-r,r]\to \mathbb {R} } mit {\displaystyle f(0)=0} durch eine Teilfolge der Partialsummenfunktionen dieser Potenzreihe gleichmäßig approximiert werden kann.

## Weitere Folgerung
Durch weitere Spezialisierung gewinnt man aus dem Satz von Pál ein weiteres interessantes Approximationsresultat. Es besagt folgendes:
Gegeben seien eine reelle Zahl {\displaystyle r} mit {\displaystyle 0<r<1} und dazu das abgeschlossene Intervall {\displaystyle [-r,r]\subset \mathbb {R} } und weiter eine stetige reelle Funktion {\displaystyle f\colon [-r,r]\to \mathbb {R} } mit  {\displaystyle f(0)=0}.

Dann gilt:
Die Funktion {\displaystyle f} kann in  {\displaystyle [-r,r]} gleichmäßig durch reelle Polynomfunktionen mit ganzzahligen Koeffizienten approximiert werden.